# Основа Олександр Володимирович
Олекса́ндр Володи́мирович Осно́ва (1 вересня 1983-27 липня 2014) — старший солдат Збройних сил України, учасник російсько-української війни.

## Короткий життєпис
Народився 1983 року в селі Попелівка (Мглинський район Брянської області). Середню освіту здобув у Вільнянській ЗОШ № 1, 2002 року закінчив Вільнянський професійний ліцей, здобув спеціальність автослюсаря. Пройшов строкову службу в лавах ЗСУ у 2002—2003 роках — служив зв'язківцем. По демобілізації працював у ТОВ НВП «Міг» в місті Запоріжжя.
У квітні 2014-го мобілізований; гранатометник, 93-я бригада. Визволяв Краматорськ, Слов'янськ, Дебальцеве.
Загинув 27 липня 2014-го у бою біля станції Дебальцеве.
Похований на міському кладовищі у Вільнянську.
Без Олександра лишились батьки Галина Єгорівна та Володимир Григорович і сестра Олена.

## Нагороди та вшанування
- 14 листопада 2014 року за особисту мужність і героїзм, виявлені у захисті державного суверенітету та територіальної цілісності України, вірність військовій присязі під час російсько-української війни, відзначений — нагороджений орденом «За мужність III ступеня» (посмертно)
- На приміщенні Вільнянської ЗОШ № 1 встановлено меморіальну дошку честі Олександра Основи
- 21 вересня 2017 року нагороджений орденом «За заслуги перед Запорізьким краєм» III ступеня (посмертно).